# Скепнер, Ольга Викторовна
О́льга Ви́кторовна Ске́пнер (также Сурмино́ва Ольга Викторовна, род. 11 декабря 1972, Ульяновск) — российская джазовая вокалистка, музыковед, педагог, директор продюсерского центра «Art Of Jazz Company», автор и музыкальный директор фестивалей: Международного фестиваля импровизационной музыки «JAZZ в усадьбе Сандецкого»(Казань, Татарстан); Международного музыкального фестиваля «Hόtel de ville» (Казань, Татарстан) и Международного фестиваля Новейшей музыки «Брауншвейгские диагонали» (Германия-Россия). Кандидат искусствоведения, доцент Казанской государственной консерватории имени Н. Г. Жиганова, область научных интересов — музыка XX—XXI веков, проблемы анализа современной музыки, музыкально-прикладные направления.

## Биография
Родом из Ульяновска, где с 5 лет начала учиться музыке (по классу фортепиано), окончив Детскую школу искусств № 6.
С 1988 по 1992 годы обучалась на теоретическом отделении Ульяновского музыкального училища (в классе известного педагога-теоретика Суровой М. И.). На протяжении всех лет обучения дополнительно занималась по классу оперного вокала. В эти годы активно работала вокалисткой на студиях записи.
По окончании училища поступила на историко-филологический факультет Ульяновского государственного педагогического университета имени И. Н. Ульянова (1994—1999 годы), где получила филологическое образование (специальность «Русский язык и Литература»).
В 2000 году переехала в Казань, поступила на теоретико-композиторский факультет (специальность «Музыковедение») Казанской государственной консерватории имени Н. Г. Жиганова. Занималась под руководством проф. Л. А. Федотовой и проф. В. М. Маклецова. В 2005 г. защитила дипломную работу на тему «Звуковая монограмма в сочинении современного композитора».
С 2005 по 2009 гг. занималась в аспирантуре под руководством проф. Л. А. Федотовой и проф. В. М. Маклецова. В 2011 г. защитила кандидатскую диссертацию на тему «Ономафония как феномен имени собственного в музыке второй половины ХХ — начала XXI веков». Кандидат искусствоведения (2011). В диссертационном исследовании был предложен новый термин — ономафония. Он возник в процессе анализа музыкальных произведений с монограммами второй половины ХХ — начала XXI веков, в связи с осознанием новой композиторской реальности в современной музыке, хотя его широкий смысл (сопоставимый, например, с терминами ономатология и ономастика в лингвистике), делает его пригодным для музыкального искусства в целом.
В 2008 г. обучалась дополнительно на факультете повышения квалификации Московской государственной консерватории им. П. И. Чайковского. Специальности: «Стилистические процессы в музыке второй половины XX века в России и за рубежом» под руководством доктора искусствоведения, профессора С. И. Савенко; «Слово и музыка» под руководством доктора искусствоведения, профессора Е. И. Чигаревой (окончила в 2008 г.). Профессиональная переподготовка в Институте дополнительного профессионального образования (повышения квалификации) специалистов социокультурной сферы и искусства по программе «Менеджмент организаций культуры и искусства» (окончила в 2012 г.).
С 2006 года постоянная участница научных конференций КГК, КГУКИ, СГК, РГПУ, ИМЛИ РАН.
Джазом увлеклась ещё будучи студенткой теоретического отделения музыкального училища, но сольные выступления начались в 2003 году, когда стала солисткой коллектива «Jazzia» (художественный руководитель и основатель коллектива — джазовый пианист, тромбонист, композитор Олег Анохин), в котором проработала вплоть до 2010 года. Кроме того, выступала в многочисленных проектах с отечественными джазовыми музыкантами: Алексеем Кругловым (совместный авторский проект «Я сегодня смеюсь над собой…», посвященный творчеству А. Вертинского), Александром Виницким («Бразильские акварели»), Михаилом Волохом (постоянный участник многих проектов на дудуке, трубе, флюгельгорне), пианистом Евгением Лебедевым. Были осуществлены авторские программы в направлениях современной импровизационной музыки с известными зарубежными музыкантами из Германии: гитарист-стикист (Chapman Stick) Матиас Сороф (Mathias Sorof), саксофонист Райко Брокельт (Reiko Brockelt), органист Давид Тимм (David Timm), саксофонист, мультиинструменталист Влади Быстров (Vlady Bystrov) и др.
С 2004 года постоянная участница музыкальных фестивалей: I и II Международный фестиваль СМИ «Культура в эфире» (2004, 2006); фестиваль «На гранях тысячелетий и культур» (Казань); «Академическая и современная мировая музыка» (2005); Проект «Тысячелетию Казани посвящается…»; Международный фестиваль «Джазовая провинция» (Казань, 2005); Фестиваль «Муз-транзит: Германия — Россия — Татарстан. Современная музыка» (2006); XII Международный фестиваль вокального джаза «Джазовые голоса» (Москва, 2006); Дипломантка в номинации «Эстрадно-джазовое исполнительство» на Втором международном конкурсе «Современное искусство и образование» (Москва, 2007); VII Международный фестиваль «ВЕЙСЭ-JAZZ, 2008» (г. Саранск); Международный фестиваль «Сотворение мира», 2008, 2009; Международный фестиваль импровизационной музыки «JAZZ в усадьбе Сандецкого» (Казань, с 2007 г.)
С 2004 по 2011 гг. преподавала на эстрадно-джазовой кафедре Казанского государственного университета культуры и искусств.. Вела курсы: «Современное сольфеджио», «Джазовая гармония», «История джазовой музыки», «История джазового исполнительства», научное руководство выпускными квалификационными работами.
С 2006 года ведет активную просветительскую деятельность в области импровизационной музыки и джаза. В 2006 г. основала продюсерский центр «Art Of Jazz Company», который занимается продвижением современной импровизационной и джазовой музыки, направлениями «Ethno Jazz» и «World Music».
С 2007 года — автор идеи, организатор и музыкальный директор Международного фестиваля импровизационной музыки «JAZZ в усадьбе Сандецкого». Это уникальный фестиваль open air, который проходит в течение двух месяцев (июль и август) ежегодно в парке Государственного Музея Изобразительных Искусств РТ в Казани. Концепция фестиваля не ограничивается джазом, а простирается вплоть до электронной музыки, этноджаза, «World Music», свободных импровизационных стилей.
В 2010 году стала организатором «Дней французской культуры в Казани», в рамках которого прошёл фестиваль джазовой музыки «Le Jazz» в Казани.
В 2011 году была директором Государственного филармонического джазового оркестра РТ при Татарской государственной филармонии им. Г. Тукая.
С 2011 г. преподает в Казанской государственной консерватории имени Н. Г. Жиганова. Ведет: авторский курс «Современной музыки второй половины ХХ — начала XXI веков», Специальный класс для направления «Музыковедение» и «Музыкально-прикладное искусство», «Сольфеджио», а также новые курсы в области музыкально-прикладных технологий — «Менеджмент музыкального искусства», «Экономика культуры». С 2013 года доцент Казанской государственной консерватории.
С 2013 г. назначена заведующей теоретическим отделом Средней специальной музыкальной школы имени Н. Г. Жиганова (ССМШ) при Казанской государственной консерватории. В ССМШ ведет курсы Сольфеджио и Гармонии.
С 2013 г. активно работает организатором культурных программ в рамках спортивных событий Казани: в качестве режиссёра музыкальных программ (Деревня Универсиады) на XXVII Всемирной летней Универсиаде. А также режиссёр музыкальной программы литературно-музыкального фестиваля «Аксенов-фест» (к юбилею В. Аксенова, 20.08.2013).
В октябре 2015 года явилась организатором Международного фестиваля Новейшей музыки «Брауншвейгские диагонали» (Германия-Россия).
С ноября 2015 года стала основателем и музыкальным директором музыкального фестиваля “Hόtel de ville”, который ежегодно осуществляется в залах казанской Ратуши.
С 2013 года как певица активно сотрудничает с джазовым пианистом и композитором Андреем Руденко. В этом же году основала творческий коллектив, в который вошли известные российские джазовые музыканты: Павел Чекмаковский, Дмитрий Забегаев, Андрей Руденко, Антон Горбунов, Петр Ившин.
В декабре 2014 года совместно с дизайнером Рустамом Исхаковым создала капсульную коллекцию женской одежды «Olga SKEPNER by RUSTAM» под названием «Not Only Jazz», презентация которой состоялась в Казани 11 декабря 2014 года.
Ежегодно номинируется на различные премии в Республике Татарстан, например, «Топ-50» и «Человек года».

## Научные публикации
1. О некоторых философских концепциях имени в контексте проблемы музыкального символа // Известия Российского государственного педагогического университета им. А. И. Герцена. Научный журнал. 2009, № 96. СПб., 2009. С. 284—293.
2. Ономафонические формулы в контексте «диалогического слова» М. Бахтина (на примере сочинений композиторов XX—XXI веков) // Музыковедение, 2009. № 8. С. 39—46.
3. Музыкальная монограмма в контексте постмодернистской игры // Наука о музыке: Слово молодых ученых. Вып. 2. Материалы II Всероссийского конкурса. Москва—Казань, 2006. С. 353—373.
4. Звуковая монограмма в современном музыкальном тексте. К проблеме постмодернистских тенденций в музыкальном искусстве // Вестник Казанского государственного университета культуры и искусств. Научный журнал: Материалы межвузовских аспирантских чтений «Молодежь, наука, культура: исследования и инновации», 2006. № 4. С. 58—65.
5. К проблеме стилистических границ в музыкальном коллаже // От Ars nova к новой музыке: Вопросы теории музыки XIV—XX веков. Научные труды Казанской гос. консерватории. Вып. 1. Казань, 2008. С. 189—209.
6. Ономафонические и ономаритмические формулы в музыкальном сочинении XX—XXI веков // Проблемы художественного творчества: Сборник статей по материалам Всероссийских научных чтений, посвященных Б. Л. Яворскому. Саратов: СГК им. Л. В. Собинова, 2010. С. 145—157.
7. Ономафония в жанре «Краткой истории музыки» // Музыка: искусство — наука — практика. Научный журнал Казанской государственной консерватории (академии) имени Н. Г. Жиганова, 2012. № 1. С. 68—78.
8. Сюита П. Херберта «В-А-С-Н: Хроматическая вселенная»: Импровизационная музыка в контексте постмодернистской проблемы автора // С гармонией по жизни: К юбилею Л. А. Федотовой. Научные приношения коллег и учеников. Воспоминания. Материалы. Казань: КГК им. Н. Г. Жиганова, 2012. С. 77—92.
9. Ономафония как феномен имени собственного в музыке второй половины ХХ — начала XXI веков // Имя в литературном произведении: Художественная семантика. М.: ИМЛИ РАН, 2015. С. 457—472.
10. (В соавторстве с ученицей Мельниковой Ж. В.) Особенности продвижения фестивальных проектов в сфере музыки и кино // Музыкальное искусство и образование. Теория, методология, практика: Сборник материалов Международной научно-практической конференции (Казань, 1 апреля 2016 г.) / под ред. Н. В. Шириевой, З. М. Явгильдиной. Казань: Изд-во Казан. ун-та, 2016. С. 265—276.

## Фестивальные проекты
1. Международный фестиваль импровизационной музыки «JAZZ в усадьбе Сандецкого»[6] (Татарстан, Казань, проводится с 2007 года, действующий). Учредитель и музыкальный директор.
2. Музыкальный фестиваль “Hόtel de ville” в казанской Ратуше (Татарстан, Казань, проводится с 2015 года, действующий). Учредитель и музыкальный директор.
3. Международный фестиваль Новейшей музыки “БРАУНШВЕЙГСКИЕ ДИАГОНАЛИ” (Германия—Россия. Проводится с 2015 года, действующий). Учредитель и музыкальный директор.